# Boutonnière (couture)

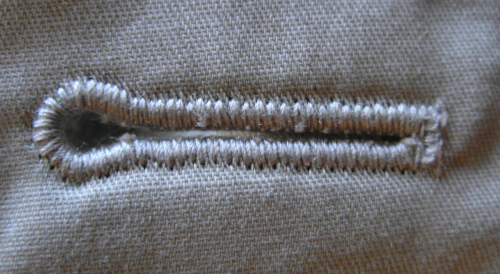
Boutonnière occidentale.

La boutonnière est, en couture, l'élément dans lequel est introduit le bouton qui sert à fermer le vêtement (blouse, chemise, veste, manteau, robe, jupe, pantalon, etc.).

## Présentation

Détails des boutonnières et des boutons d'une robe de mariée du XIXe siècle.

Deux principaux types de boutonnières existent :
- le plus courant est aujourd'hui une fente (verticale pour les robes, chemises, chemisiers, plastrons... ou horizontale pour les autres vêtements, simple ou cordée). Incisée dans le tissu, elle est renforcée par du fil brodé à la main ou à la machine à coudre ; sa longueur dépasse de quelques millimètres (3 à 6 mm selon son épaisseur) le diamètre du bouton. Selon la méthode utilisée pour la construire et la renforcer elle peut être dite « gansée » ou « passepoilée ». Elle est destinée à permettre le passage d'un bouton cousu sur la partie complémentaire du vêtement. À certaines époques et dans certains pays, les boutonnières ont été richement décorées, devenant un élément à part entière des motifs décoratifs du costume, par exemple associées à des galons appliqués ou des broderies (de même que le bouton ou les rangées de bouton). Lorsqu'elle est située sur la manche, la boutonnière peut accueillir un bouton de manchette ;

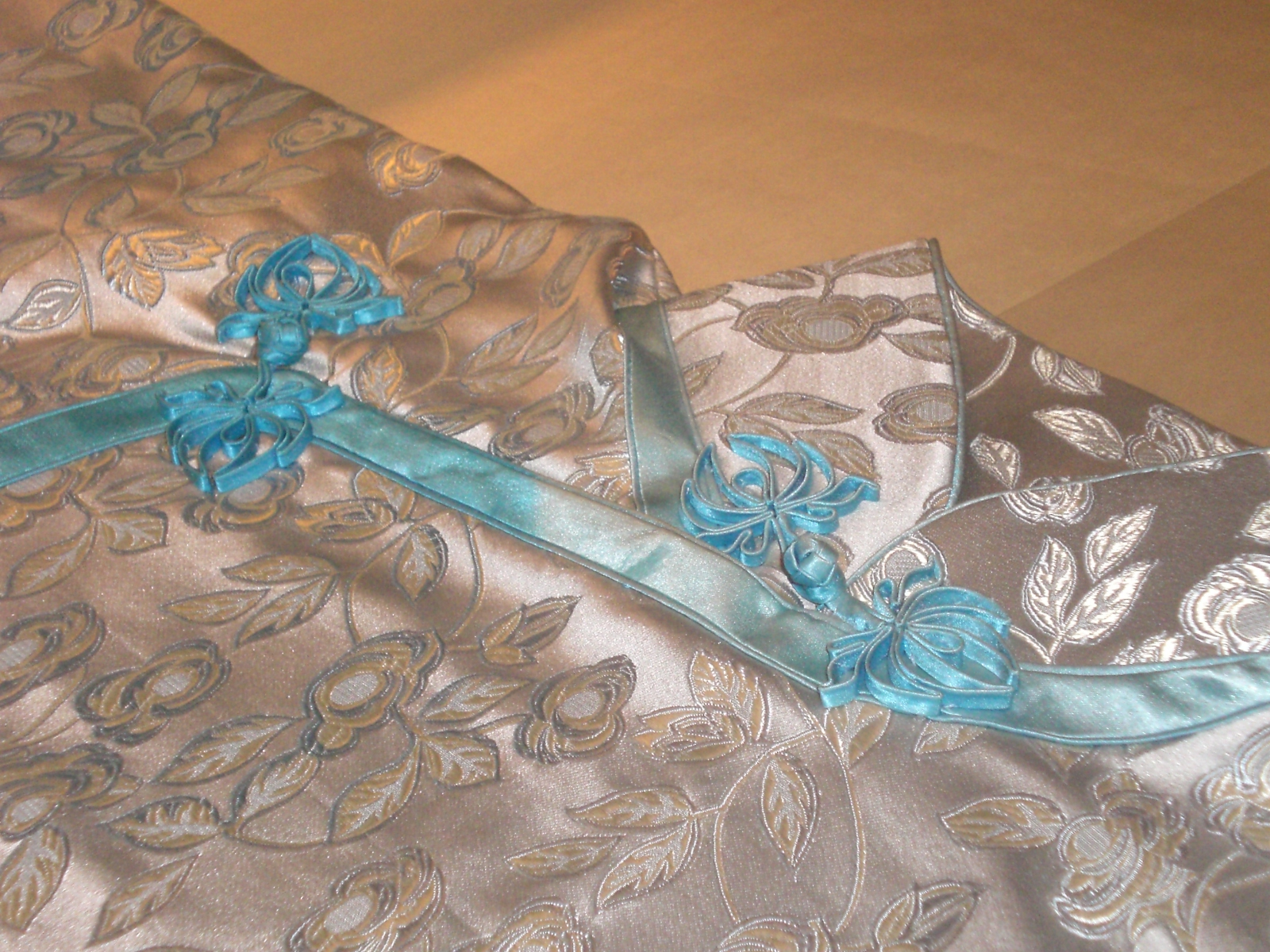
Boutons traditionnels chinois d'une qipao (Musée d'histoire de Hong Kong).

- en Asie, et notamment en Chine, le bouton traditionnel était souvent fait de tissus cousus en forme de boule ; il pouvait aussi être fait de métal, corne, bois, etc. La boutonnière lui correspondant était alors un anneau de tissu (ou « bride »), parfois ouvragé et construit de manière complexe, appliqué (cousu) sur la face externe du vêtement dont elle devient alors également un élément décoratif.

## Ethnographie
Dans l'étude des vêtements anciens d'Asie, le bouton et sa boutonnière comptent parmi les éléments pouvant contribuer à identifier l'ethnie, la région ou la date de production du vêtement, et parfois le rang social de celui qui le porte.

## Sens étendu du mot boutonnière

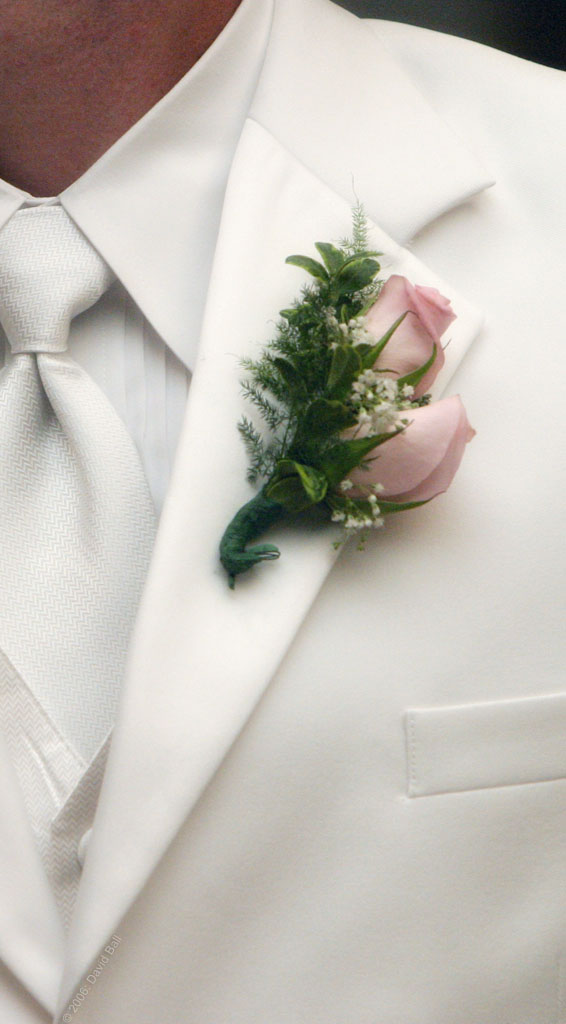
Fleurs à la boutonnière

Le mot « boutonnière » peut aussi désigner :
- l'ensemble des boutons et boutonnières d'un vêtement ;
- les décorations ou fleurs portées à la boutonnière du revers d'une veste ;
- le féminin du « boutonnier », l'artisan qui fabrique des boutons.

## Alternatives
Le vêtement pouvait aussi être fermé par des agrafes ; ces dernières, parfois richement décorées, existent depuis la haute-antiquité, en Occident, mais aussi en Chine). Plus récemment (XIXe siècle) on a inventé la fermeture éclair et le bouton pression, qui permettent de se passer de boutons et de boutonnières.